# Mar Morto
O mar Morto (em hebraico:  ים המלח, transl. Yam ha-Melahⓘ; em árabe: البحر الميت, transl. Al Bahr al Mayyitⓘ) é um lago de água salgada do Oriente Médio.
Com uma superfície de aproximadamente 650 km² em 2014, um comprimento máximo aproximado de 50 km e a uma largura máxima de 18 km, é alimentado pelo rio Jordão e banha a Jordânia, Cisjordânia e Israel. Em 1930, quando o mar Morto começou a ser monitorado continuamente,[carece de fontes?] sua superfície era de aproximadamente 1 050 km², com um comprimento máximo de 80 km e uma largura máxima de 18 km.
O mar Morto tem esse nome devido à quase ausência de vida em suas águas que decorre da grande concentração de sal naquele repositório, cerca de dez vezes superior à dos outros oceanos. Entretanto existem alguns tipos de arqueobactérias e algas que sobrevivem naquelas águas.
Qualquer peixe que seja transportado pelo Rio Jordão morre imediatamente, assim que deságua neste lago de água salgada. A sua água é composta por vários tipos de sais, alguns dos quais só podem ser encontrados nesta região do mundo. Na média, os oceanos não têm mais do que 3 g por 100 ml de água, no Mar Morto essa taxa é de 30 a 35 g de sal por 100 ml de água, ou seja, dez vezes superior.

## Redução do nível e da área

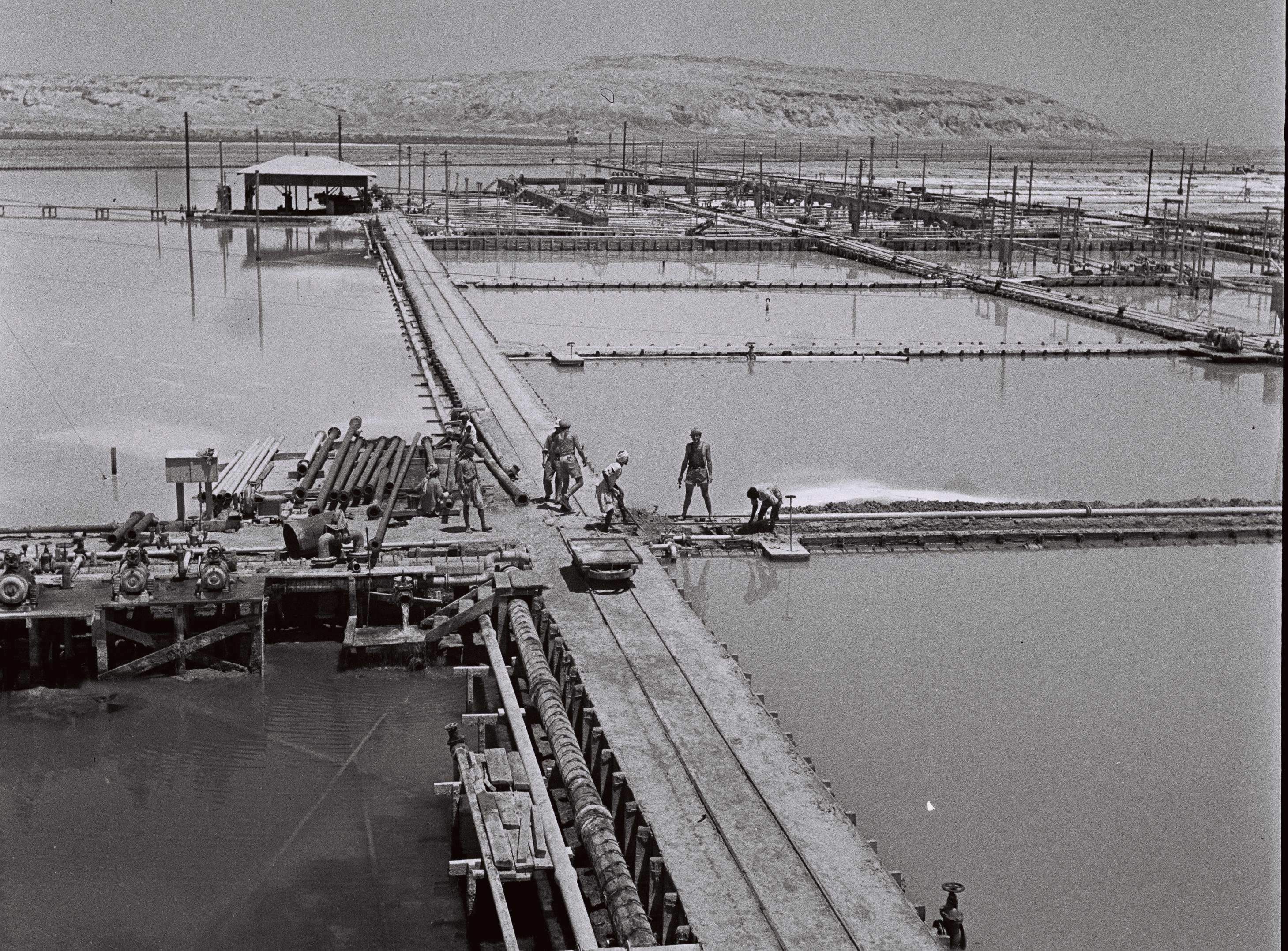
Tanques de evaporação na extração do potássio no mar Morto, em 1944.

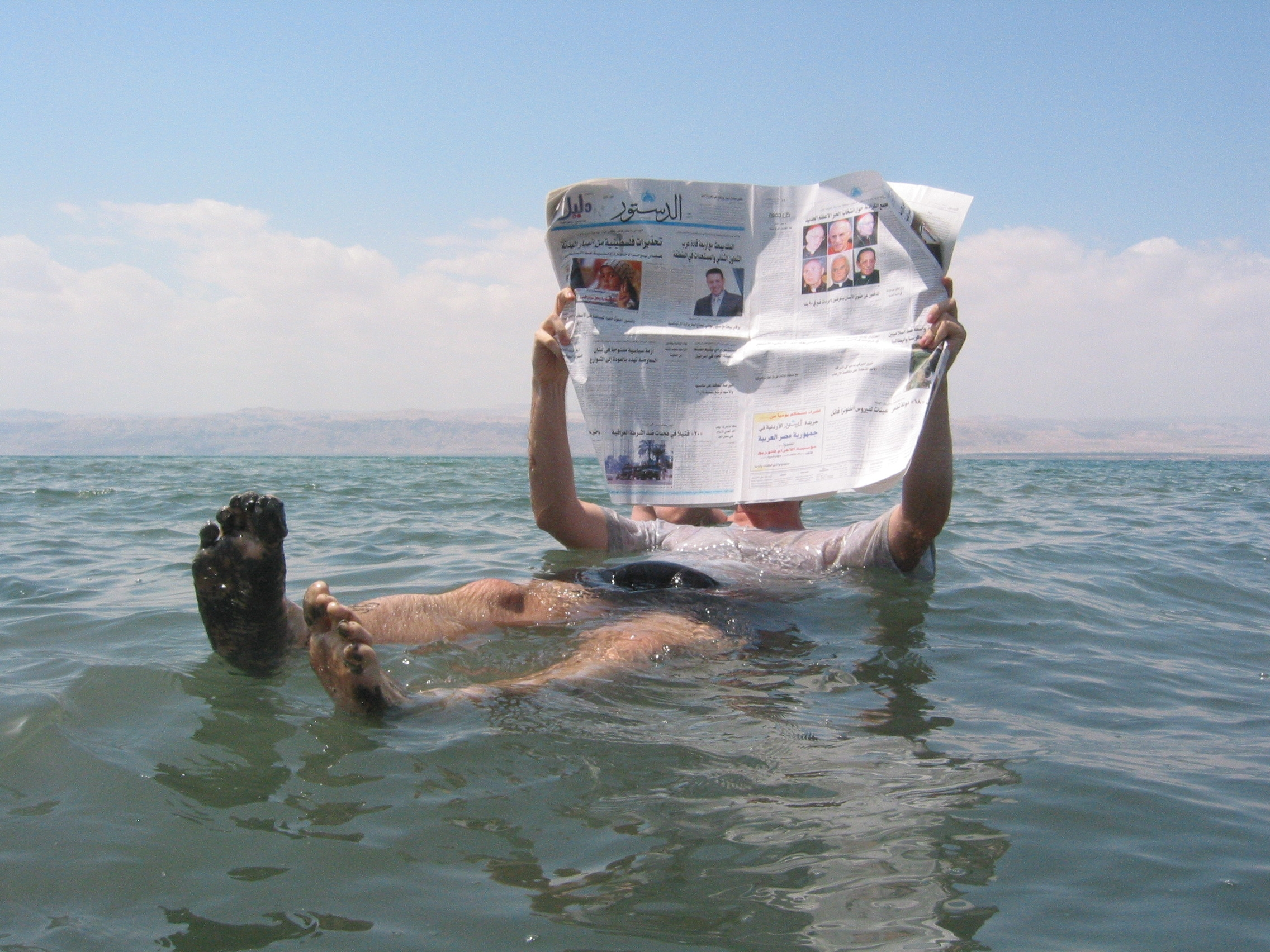
A alta salinidade do mar Morto permite a flutuação de uma pessoa.

O mar Morto perdeu 35% da sua superfície entre 1954 e 2014, em grande parte por causa do aumento na captação das águas de seu afluente, rio Jordão, por parte das autoridades de Israel e Jordânia, única fonte de água doce da região, além da natural evaporação das suas águas.
Outro fator importante para essa perda, além da captação da água do rio Jordão, tem sido a extração descontrolada principalmente de potássio por indústrias mineradoras e químicas como a Israel Chemicals Ltd., Dead Sea Works e Arab Potash Company, que se instalaram nas décadas de 1940 e 1950. Entre 1930 e 1997, o nível das águas do mar Morto diminuiu 21 metros.[carece de fontes?]
A contínua perda das suas águas causa uma redução em sua área e profundidade, relativamente ao nível médio das águas do mar Mediterrâneo, o que faz com que seja o maior desnível negativo do mundo, em relação ao nível do mar. Entre 1992 e 2014, a média de aumento deste desnível foi quase 1 metro por ano. Em 1992, o desnível era de 407 metros. Em 2004 era de 417 metros e em 2010 era de 423 metros. Já em 2014, o desnível era de 427 metros.
Em dezembro de 2013, Israel, Jordânia e Autoridade Nacional Palestina assinaram um acordo para construir um aqueduto transferindo a água do mar Vermelho para o mar Morto. Contudo, ambientalistas advertiram quanto ao risco de que essa transferência poderia afetar o ecossistema do mar Morto, cuja composição química é completamente diferente da dos mares "abertos".
| Ano  | Desnível (m) | Superfície (km2) |
| ---- | ------------ | ---------------- |
| 1930 | -390         | 1 050            |
| 1980 | -400         | 680              |
| 1992 | -407         | 675              |
| 1997 | -411         | 670              |
| 2004 | -417         | 662              |
| 2010 | -423         | 655              |
| 2014 | -427         | 650              |

Fontes: Israel Oceanographic and Limnological Research  e BBC Brasil 

## Etimologia e toponímia
Em hebraico, o mar Morto é Yām ha-Melaḥⓘ, significando "mar de sal" (Gênesis 14:3). Em prosa, por vezes, o termo Yām ha-Māvet (ים המוות, "mar da morte") é usado, devido à escassez de vida aquática lá. Em árabe, o mar Morto é chamado al-Bahr al-Mayyitⓘ ("o mar Morto"), ou, menos frequentemente baḥrᵘ lūṭᵃ (بحر لوط, "o mar de Ló"). Outro nome histórico em árabe era o "mar de Zoʼar", nome de uma cidade próxima nos tempos bíblicos. Os gregos o chamavam de Lago Asphaltites (ἡ Θάλαττα ἀσφαλτῖτης), hē Thálatta asphaltĩtēs, "o mar de asfaltite"). A Bíblia também se refere a ele como Yām ha-Mizraḥî (ים המזרחי, "o mar Oriental") e Yām ha-‘Ărāvâ (ים הערבה, "O mar de Arava").

## Geografia

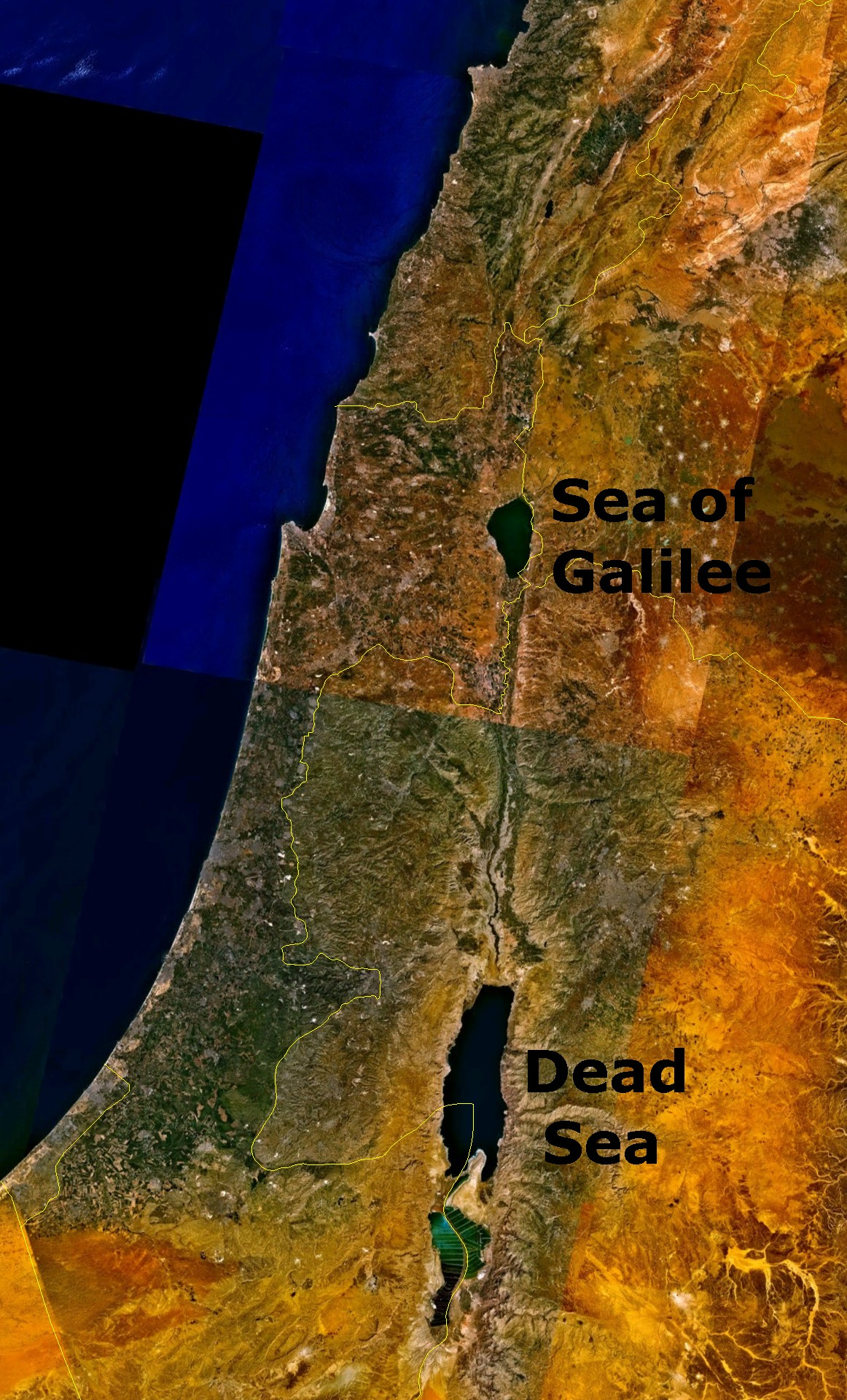
Fotografia de satélite mostrando a localização do mar Morto.

O mar Morto é um lago endorreico localizado no vale do rio Jordão, uma característica geográfica formada pela falha transformante do mar Morto. Este movimento lateral esquerdo em falha transformante fica ao longo de uma fronteira de placas tectônicas, entre a placa Africana e a placa Arábica. Ele corre entre a Falha Oriental da Anatólia na zona da Turquia e no extremo norte da fenda do mar Vermelho ao largo da ponta sul do Sinai.
O rio Jordão é a única fonte de água principal desembocando no mar Morto, embora existam pequenas nascentes perenes sob e ao redor do mar Morto, criando piscinas e poços de areia movediça ao longo das bordas. Não existem fluxos de saída de modo que 25% da água seja de depósitos de sal, dos quais, desde os anos 40, tem sido extraído o potássio. Em 1947, foram extraídas do mar Morto 100 000 toneladas de potássio.
A chuva não passa de 100 mm por ano na parte norte do mar Morto e mal atinge 50 mm na parte sul. A aridez da zona do mar Morto é devido ao efeito rainshadow (sombra de chuva) das colinas da Judeia. O planalto leste do mar Morto recebe mais chuvas do que o mar Morto em si.

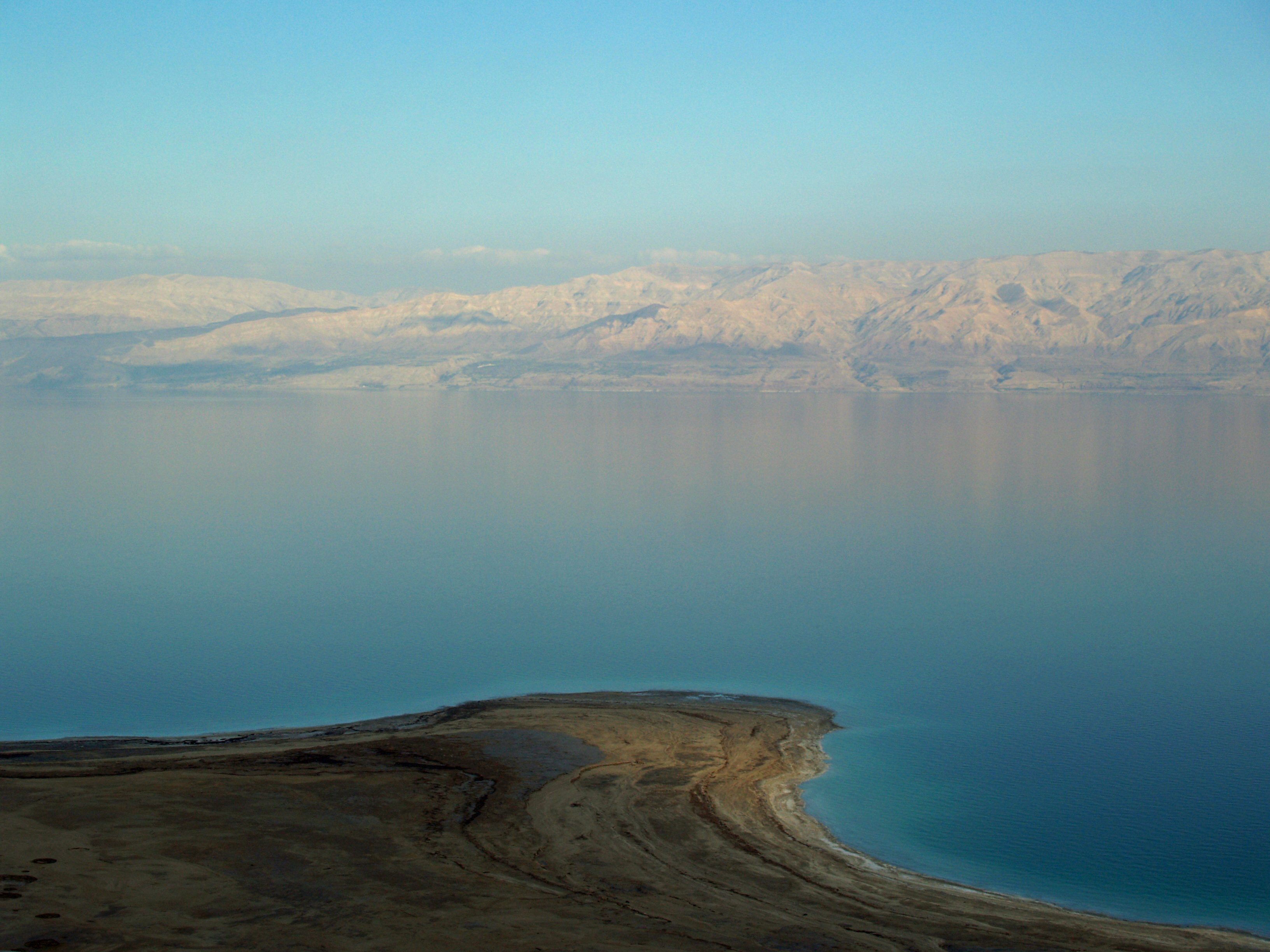
Mar Morto - Área de aproximadamente 650 km² em 2014 (perda de 35% em 60 anos).

Para o oeste do mar Morto, as colinas da Judeia tem uma subida menos íngreme e são muito menores do que as montanhas a leste. Ao longo do lado sudoeste do lago há uma formação de halita de 210 m de altura chamada "monte Sodoma".
O mar Morto situa-se no final do rio Jordão. Ele foi criado pela fricção de duas placas tectônicas que formam a chamada fenda Sírio-Africana, uma espécie de rachadura enorme responsável, também, por terremotos na região. Quando a fenda foi criada, água salgada entrou pela fissura.
Há cerca de 18 mil anos, a ligação com o mar Mediterrâneo secou e a água salgada, sem ter para onde escoar, ficou depositada em uma enorme bacia. Com o tempo, o lago diminuiu com a evaporação da água e se transformou no mar Morto.

## História